# 사이키델릭 트랜스
사이키델릭 트랜스(Psychedelic Trance)는 전자음악인 트랜스의 하위 갈래 중 하나로 빠른 전개와 광적이고 복잡하게 얽힌 전자음의 전개를 특징으로 하는 트랜스이며 고아 트랜스에서 영향을 받은 장르이다. 다른 트랜스 음악의 하위 갈래와 달리 단조로운 멜로디에 의하여 전개되지만 Roland TB-303의 애시드 음색과 피치 벤드 (Pitch Bend)를 이용한 사운드 이펙트 등을 사용함으로써 음색적 요소를 강조한다. 또한 아티스트에 따라 어쿠스틱 악기를 이용하거나 자연환경에서 녹음된 소리를 추가하는 경우도 있다. BPM은 주로 135~150 내에서 분포하지만 세부 갈래에 따라 특징적인 BPM을 갖는다. 대표적 아티스트로는 Infected Mushroom, Astrix, Cosmosis, Vini Vici 등이 있다. 어둡고 속도감있는 전개로, 사이키델릭 록이나 헤비메탈 등과 영향을 주고 받았다.

## 역사
1980년도 후반, 고아 지역은 댄스 음악과 마약의 중심지로 성장한 상태에 놓여있었다. 애시드 하우스와 테크노, New Beat (벨기에에서), 트랜스는 고아 씬의 주류로 자리잡고 있었으며, 이러한 환경에서 사이키델릭 트랜스의 전신 격인 고아 트랜스의 스타일이 정립되기 시작하였다. 이후 1990년도 초반, 고아 지역의 빠른 상업화와 더불어 이곳의 파티 문화가 유럽으로 확산되기 시작하였으며, 고아 트랜스는 이러한 흐름을 타고 대중에게 알려지면서 여러 레이블이 설립되고 수많은 고아 트랜스 파티가 열리기에 이른다. 이와 같은 상업적 흥행과 여러 아티스트의 발굴은 이후 고아 트랜스의 후속 장르인 사이키델릭 트랜스를 발전시키는 기반이 되었다.

## 세부 갈래
사이키델릭 트랜스는 사용되는 음색이나 분위기, 곡의 빠르기에 따라 아래와 같이 분류되나, 아티스트에 따라 두 가지 이상의 세부 갈래의 특징을 채택하는 경우도 있다.
- 풀 온 (Full-on)

2000년대 초반 이스라엘에서 발생한 것으로 알려져 있으며, 업리프팅 트랜스, 보컬 트랜스 등의 영향을 받아 멜로디 요소에 중점을 둔다.
- 다크 (Dark Psychedelic Trance)

인더스트리얼 음악의 영향을 받은 사이키델릭 트랜스의 세부 갈래로, 어둡고 묵직한 음색이 특징이며 곡에 따라 디스토션 효과를 이용하거나 글리치 사운드를 더하는 방식으로 스타일에 변화를 주기도 한다.
- 프로그레시브 (Progressive Psy)

사이키델릭 트랜스에 프로그레시브 하우스의 특징을 더한 세부 갈래로, 복잡한 리듬 양상과 차분한 음색의 퍼커션 활용, 분위기를 고조시키는 빌드업 구간(Build-up) 등 프로그레시브 음악에서 나타나는 요소들을 선택적으로 갖는다.
- 수오미산디 (Suomisaundi)

핀란드 지방을 기원으로 하는 사이키델릭 트랜스의 세부 갈래로, 실험적인 사운드가 가미되는 것이 특징이며 마치 술에 취한 듯한 느낌을 주기 때문에 Spugedelic Trance로 불리기도 한다.

## 들어보기
Katharsis - Zulu Kabbalah - 유튜브

## 같이 보기
- 전자 음악 장르 목록
- 하드코어 테크노
- 트랜스 음악